# آنبورن
آنبورن (به آلمانی: Eineborn) یک شهر در آلمان است که در زاله‌هلتسلاند واقع شده‌است. آنبورن ۳۱۸ نفر جمعیت دارد.